# 후프 드림스
《후프 드림스》(Hoop Dreams)는 미국에서 제작된 스티브 제임스 감독의 1994년 다큐멘터리 영화이다. 프로 농구 선수를 꿈꾸는 미국 흑인 고등학생들인 윌리엄 게이츠와 아서 에이지가 중심 인물이며, 프레더릭 마크스 등이 제작에 참여하였다.
1994년 선댄스 영화제 다큐멘터리 부문 관객상을 수상하였으며, 뉴욕 타임스, 롤링 스톤스 등 유수한 언론에서 선정한 1994년 10대 영화 목록에 포함되었다. 2005년 미국 국립영화등기부에 등재되었다.

## 줄거리
1987년 일리노이주 시카고 빈곤 가정 출신 윌리엄 게이츠와 아서 에이지는 아이제이아 토머스를 길러낸 진 핑거토어가 여전히 코치로 있는 세인트 조지프 고등학교 농구팀에 발탁된다. 윌리엄은 브리태니커 백과사전 회장이 후원하지만, 학비를 내지 못한 아서는 쫓겨나 존 마셜 고등학교 팀에서 뛰게 된다. 이후 윌리엄은 무릎 부상과 수술 및 재활, 아서는 어머니의 실직과 아버지의 마약 중독 등으로 고통 받지만 윌리엄은 마켓 대학교가 보낸 구애에 응하고, 아서는 미네랄 에어리어 칼리지의 연락을 받는다.

## 출연

### 주연
- 윌리엄 게이츠
- 아서 에이지

### 그 외
- 진 핑거토어
- 딕 바이탤
- 스파이크 리

## 후일담
이후 윌리엄은 농구에 흥미를 잃어 자퇴를 고려한 적도 있지만 무사히 졸업한 후 2001년 워싱턴 위저즈로부터 선발 시험을 제안 받았으나 부상으로 인해 은퇴하였다. 아서는 아칸소 주립 대학교에 농구 장학금을 받고 진학해 포인트 가드로 활약하였고 IBA 위니펙 사이클론에서 한 시즌을 뛴 후 CBA 코네티컷 프라이드의 계약 제의를 거절하였으며, 꿈꾸던 NBA에는 결국 입성하지 못하였다.